# Frauensee (1958)
Frauensee ist ein österreichisches Filmmelodram aus dem Jahr 1958 von Rudolf Jugert nach Carl Zuckmayers Roman Ein Sommer in Österreich. Die Hauptrollen dieser Dreiecksgeschichte spielen Barbara Rütting, Bernhard Wicki und Ivan Desny.

## Handlung
Wien in den frühen Nachkriegsjahren. Die junge Martina Nissen, Alleinerbin der Nissen-Werke, lernt den attraktiven Weltmann Frédéric Fleury am Straßenrand kennen und nimmt ihn sofort mit, da er ihr gut gefällt und sie seinem Charme erliegt. Sie ist derart begeistert von dem jungen Herrn mit dem eleganten Namen, dass sie ihn nur wenig später fragt, ob er sie heiraten wolle. Und ebenso überraschend zeigt Frédéric sich nicht abgeneigt. Doch die „große Liebe“ ist nicht die Antriebsfeder Martinas, vielmehr hatte ihr Vater testamentarisch festgelegt, dass sie, um nicht nur erben, sondern auch in der Firma mitbestimmen zu können, heiraten und ihr Zukünftiger aus derselben Branche kommen müsse, um eines Tages die Nissen-Werke zu leiten. Bis dahin wird sie diesbezüglich unter Vormundschaft gestellt. Tatsächlich tauschen Martina und Frédéric wenig später die Ringe, um die Zweckehe zu besiegeln. Für den jungen Nissen-Gatten bedeutet dies auch, dass er fortan seine Erfindungen in dieser Firma weiterentwickeln kann…
Ihre Hochzeitsreise führt an ein im Salzkammergut gelegenes Gewässer mit dem titelgebenden Namen Frauensee. Vor Ort im Schlosshotel tritt bald ein zweiter Mann – zunächst auf einem Gemälde abgebildet, dann auch ganz in Natura – in Martinas Leben. Er ist mit einem nicht minder klangvollen Namen gesegnet und heißt Karl Anton Graf Chur. Jener ist auf Eroberung aus, doch ehe es zum Äußersten kommen kann, weist Martina ihn erst einmal in die Schranken. Doch der Graf, so erkennt die Millionenerbin, kann ihr auch von Nutzen sein, um Frédéric den Sinn ihres ehelichen „Zweckbündnisses“ noch einmal deutlich in Erinnerung zu rufen. Und so behauptet Martina ihrem Gatten gegenüber dreist, Graf Karl Anton sei ihr wahrer Geliebter. Nun aber zeigt sich Frédéric als ziemlich eifersüchtig, denn er beginnt, im Übrigen ähnlich wie Martina, tatsächlich etwas für seinen Ehepartner zu empfinden. Aus der zeitlich befristeten Scheinehe entwickelt sich für beide mehr und mehr eine echte Liebesbeziehung.

## Produktionsnotizen
Frauensee entstand im Spätsommer 1958 und erlebte seine Weltpremiere am 26. November 1958 im Gloria-Palast in Frankfurt am Main. Die österreichische Erstaufführung war am 8. Dezember 1958 in Wien.
Produzent Otto Dürer übernahm auch die Herstellungsleitung, die Filmbauten gestaltete Felix Smetana. Fred Adlmüller sorgte für die Kostüme.
Der Bühnenstar Johanna Terwin drehte mit Frauensee ihren letzten Kinofilm. Für den vorübergehend aus Hollywood heimgekehrten Kurt Kasznar war dies einer von zwei Filmen, die er 1958 auf Deutsch drehte.

## Kritiken
Das Lexikon des internationalen Films beurteilte den Film als „verworrene und langatmige Verwechslungskomödie“. Bereits das Handbuch der katholischen Filmkritik 6000 Filme hatte den Film als „langweilige Verwechslungskomödie (...), die man schnell vergißt“ eingestuft.